# عداء الطائرة الورقية (فلم)
عداء الطائرة الورقية (بالإنجليزية The Kite Runner) هو فيلم دراما أمريكي صدر عام 2007، من إخراج مارك فورستر.

## القصة
بطل القصة هو أمير وقصة الفيلم هي أن صديقان الأول اسمه حسن والثاني صديقه أمير يحبان اللعب بالطائرة الورقية وفي الوقت الذي تحتل فيه روسيا وطالبان أفغانستان يهرب أمير ووالده إلى باكستان ثم الولايات المتحدة.